# Catherine Raney-Norman
Catherine Raney-Norman (ur. 20 czerwca 1980 w Nashville) – amerykańska łyżwiarka szybka. Brała udział w czterech Olimpiadach.
Startowała na Igrzyskach w Turynie. W biegu na 1500 metrów zajęła 18. miejsce. W biegu na 3000 metrów zajęła 11. miejsce.  W biegu na 5000 metrów zajęła 7. miejsce.  W biegu drużynowym, razem z Margaret Crowley i Marią Lamb, zajęła 5. miejsce.
Startowała na Igrzyskach w Vancouver. W biegu na 3000 metrów zajęła 17. miejsce.  W biegu drużynowym, razem z Jennifer Rodriguez, Jilleanne Rookard i Nancy Swider-Peltz Jr., zajęła 5. miejsce.